# %Arabica
%Arabica（又称Percentage Arabica、%Arabica Coffee、Arabica Coffee、% Arabica咖啡或Arabica咖啡）是一家来自香港的跨国连锁咖啡店品牌。该品牌由日本籍创办人东海林克范于2012年在香港愉景湾开设首家门店，总部位于香港，其香港业务由福盟国际代理。  2014年，%Arabica在日本京都开设“东山店”和“岚山渡月桥店”，此后逐渐成为网红品牌，许多游客到京都时会前往「朝聖」。除吸引到咖啡愛好者之外，也有不少人因其獨特建築空間設計而造訪。

## 發展
创始人東海林克範據稱为日本印刷材料公司“ASIAMIX株式会社”第三代主事人，该公司为一家跨国经营的家族企業。据称東海林克範最早以夏威夷咖啡豆貿易起家，后买下夏威夷的咖啡种植园，成为日本咖啡烘培机“Tornado King”唯一出口代理商、美国濃縮咖啡機品牌「Slayer」日本地区代理商。「%Arabica」
目前在中国、法國、阿拉伯聯合大公國、柬埔寨、泰國、英國、美國、台灣、菲律賓等地有一百多家分店，超過半數位於中国。產品主要有濃縮咖啡、瑪奇朵、拿鐵、美式咖啡四大類別，兼賣氣泡水、檸檬水和咖啡豆。
「%Arabica」經常對外宣稱總部在京都，但並無實際資料證實。2017年，東網介绍称该店总部为位于香港愉景灣的创始店。2022年“我傳媒”文章称，東海林克範于2014年决定將本店移轉至日本京都之店铺。明報于2020年刊文称，愉景灣分店一度結業后，该品牌已改为授權代理經營，于香港开设的6家分店均为私人公司福盟國際擁有。

## 名稱由來
据说是该品牌创办人在构思一款“能让人一眼识别”的标志时，偶然注意到“%”符号。由于其形态在视觉上与“树枝上生长着咖啡豆”的意象高度相似，这一符号最终被选定为品牌的标志性标识。 

## 外部連結
- 官方网站
- %Arabica的Facebook專頁
- %Arabica的Instagram帳戶